# زیردریایی کلاس-ای (ایالات متحده آمریکا)
زیردریایی کلاس-ای (ایالات متحده آمریکا) (به انگلیسی: United States E-class submarine) یک کلاس از زیردریایی است که طول آن ۱۳۵ فوت ۳ اینچ (۴۱٫۲۲ متر) می‌باشد.